# 西瓜炮
西瓜跑，是中国大陆上海美术电影制片厂于1979年拍摄的的木偶戏动画作品。该片根据刘征泰的同名民间故事改编而成，分为上下部，讲述了清朝末年上海小刀会起义时孩儿兵的故事。

## 剧情简介
清朝末年，上海农民不堪忍受腐朽的清朝政府和外国势力的压迫，举行了小刀会起义。小刀会义军攻占了清军在上海城内的大营作为据点，清军围困数日久攻不下。清朝政府为了尽快解决小刀会占领的上海城据点，便与洋人联络，从洋人的军舰上买来一批新式大炮准备镇压小刀会。小刀会孩儿兵们侦察到这一情况后报告了小刀会的首领潘将军。潘将军派出孩儿兵化装成卖西瓜的混入清军炮台，再仔细侦查了清军炮台的兵力部署情况后，最终成功炸毁了清军的新式大炮。

## 艺术特色
影片中人物造型带有浓郁的民族风格：在古朴淳厚中带有稚气，富有“偶”味。这使得影片具有“真象其人”的艺术效果。